# 7640 Марзарі
7640 Марзарі (7640 Marzari) — астероїд головного поясу, відкритий 14 серпня 1985 року.
Тіссеранів параметр щодо Юпітера — 3,647.